# Monte Binga
Il Monte Binga è una montagna dell'Africa, situata al confine tra Mozambico e Zimbabwe. Con la sua altitudine di 2439 metri s.l.m., rappresenta il punto più elevato del territorio del Mozambico.